# Adriaen van der Werff

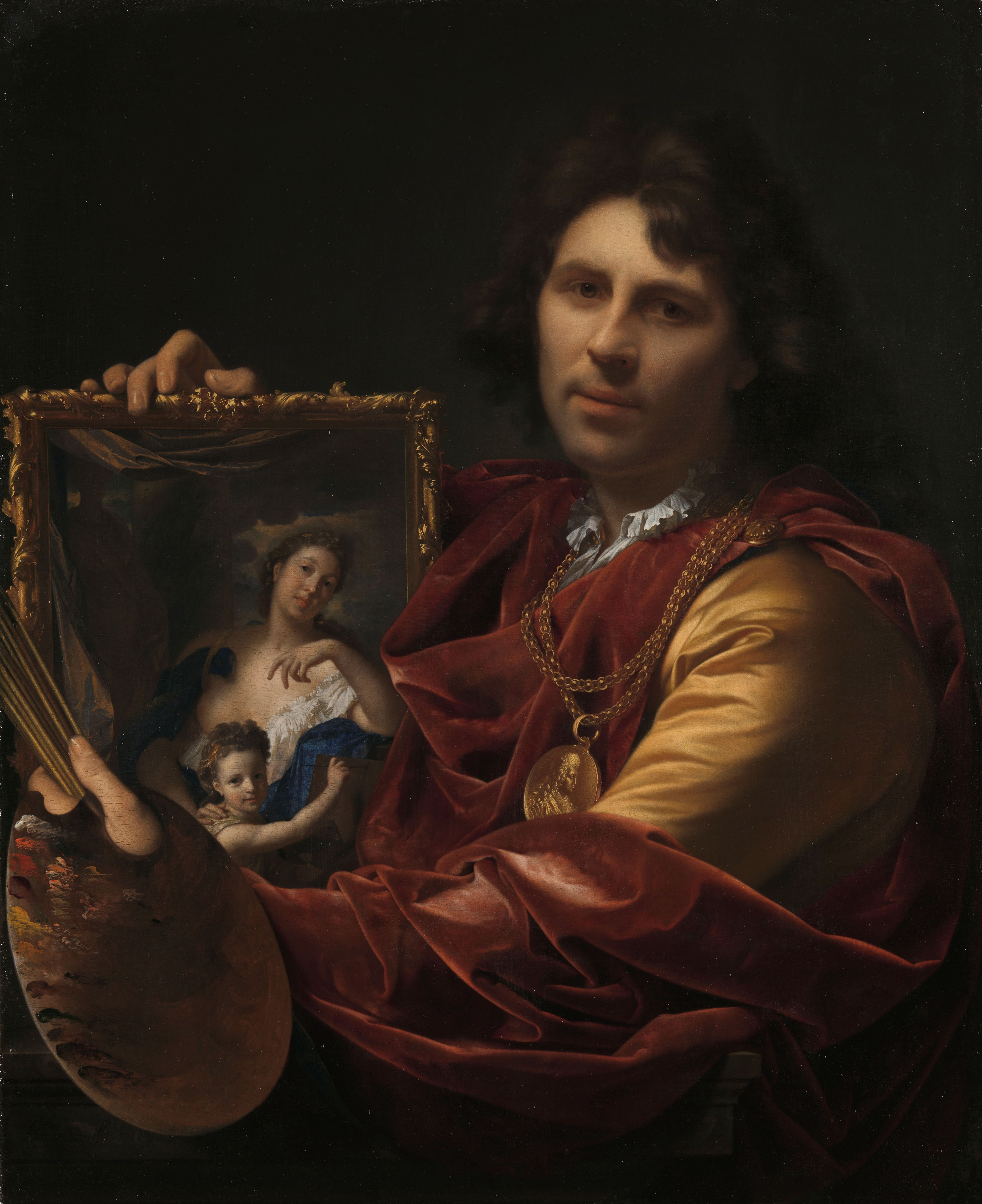
Selbstporträt Adriaen van der Werffs als kurpfälzischer Hofmaler, ein Bildnis seiner Ehefrau Margaretha van Rees und seiner Tochter haltend, 1699

Adriaen van der Werff (* 21. Januar 1659 in Kralingen-Ambacht, heute Rotterdam; † 12. November 1722 in Rotterdam) war ein niederländischer Maler.

## Leben und Werk
Adriaen van der Werff war zunächst Schüler bei Cornelius Picolet (1669–1670), später bei Eglon Hendrik van der Neer (1671–1676) und ließ sich dann in Rotterdam nieder. Dort besuchte ihn 1696 der Kurfürst Johann Wilhelm von der Pfalz, für den er sein Bildnis und das Urteil Salomos malte, wofür er zum Hofmaler des Kurfürsten ernannt und 1703 in den Ritterstand erhoben wurde.
Er lebte abwechselnd in Düsseldorf, wo er am Hofe Johann Wilhelms von der Pfalz ein Spitzengehalt von ca. 4.000 Reichstalern halbjährlich erhielt, und in Rotterdam, wo er am 12. November 1722 starb. Er hat zahlreiche biblische, mythologische und Genrebilder, Schäferstücke und Bildnisse in kleinerem Maßstab gemalt, welche sich durch eine sehr fleißige und elegante Ausführung auszeichnen. Die Modellierung der nackten Fleischteile ist häufig zu elfenbein- oder porzellanartiger Glätte getrieben, die Köpfe sind ausdruckslos und ohne Empfindung; aber seine Zeitgenossen schätzten Werffs Gemälde um dieser dem Geschmack der Zeit entsprechenden Eigenschaften sehr hoch. Überhaupt war seine Feinmalerei an allen Höfen sehr geschätzt. Die meisten seiner Bilder (30) befinden sich heute in der Münchener Pinakothek (darunter 16 aus der Geschichte Christi und Diana, den Fehltritt der Kallisto entdeckend) und der Dresdener Galerie (12, darunter Lot mit seinen Töchtern, die Verstoßung der Hagar, eine Büßende Magdalena, Venus und Amor und Das Parisurteil).
Adriaens Bruder Pieter van der Werff (* 1665; † nach 1721 in Rotterdam) war sein Schüler und malte in derselben Weise.
Seine Büste fand Aufstellung in der Ruhmeshalle in München.

## Werke (Auszug)

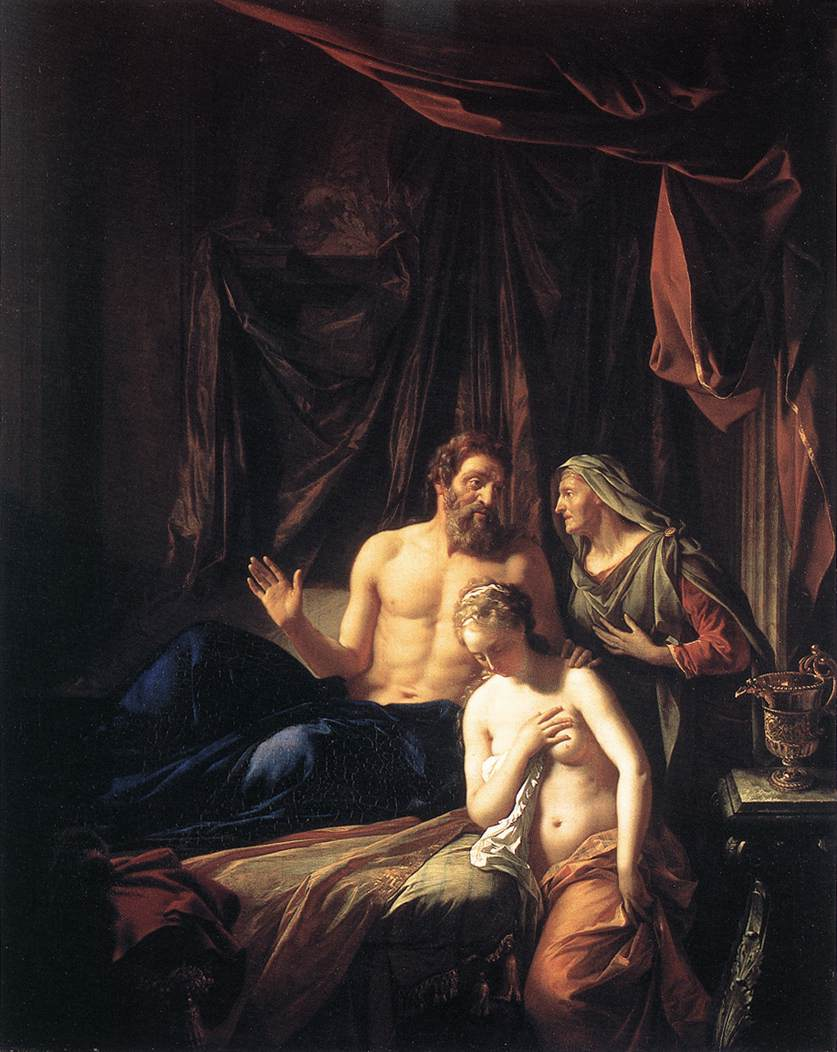
Sara führt Hagar zu Abraham, 1699

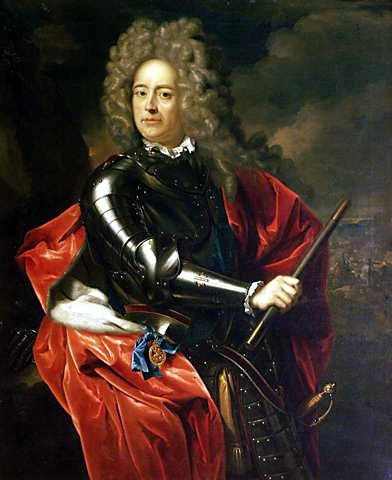
Porträt John Churchill Marlborough

- Sara führt Hagar zu Abraham. 1699, Öl auf Leinwand, 76,3 × 61,2 cm, Staatsgalerie im Neuen Schloss Schleißheim
- Porträt des Kurfürsten Johann Wilhelm von der Pfalz. Öl auf Leinwand, 76 × 53,8 cm, Staatsgalerie im Neuen Schloss Schleißheim
- Hirte und Hirtin. Öl auf Leinwand, 90 × 80 cm. Gemäldegalerie Alte Meister, Dresden
- Die heilige Familie. Öl auf Leinwand, Alte Pinakothek, München
- Kreuzabnahme Christi. Öl auf Leinwand, Alte Pinakothek, München
- Ruhe auf der Flucht nach Ägypten. Öl auf Leinwand, National Gallery, London
- Porträt von John Churchill, dem 1. Herzog von Marlborough. 1704, Öl auf Leinwand, Uffizien, Florenz